# 1053年
| 千纪： | 2千纪 |
| 世纪： | 10世纪 \| 11世纪 \| 12世纪 |
| 年代： | 1020年代 \| 1030年代 \| 1040年代 \| 1050年代 \| 1060年代 \| 1070年代 \| 1080年代                                                         |
| 年份： | 1048年 \| 1049年 \| 1050年 \| 1051年 \| 1052年 \| 1053年 \| 1054年 \| 1055年 \| 1056年 \| 1057年 \| 1058年                               |
| 纪年： | 癸巳年（蛇年）；契丹重熙二十二年；北宋皇祐五年；西夏福聖承道元年；大理政安元年；大南国启历二年；越南崇興大寶五年；日本永承八年，天喜元年 |

## 大事记
- 欧阳修撰成《新五代史》

## 出生
- 6月7日 - 白河天皇贞仁，日本第72代天皇（逝于1129年，76岁）
- 日期不详 - 晁补之，字无咎，北宋词人、文学家（逝于1110年，57岁）

## 逝世
- 日期不详 - 柳永，北宋词人（生年不详）